# Chartreuse de Grenade
 (août 2017).
Si vous disposez d'ouvrages ou d'articles de référence ou si vous connaissez des sites web de qualité traitant du thème abordé ici, merci de compléter l'article en donnant les références utiles à sa vérifiabilité et en les liant à la section « Notes et références ».
La chartreuse de Grenade, placée sous le vocable de Notre Dame de l'Assomption, est un ancien monastère de chartreux sis à Grenade, en Espagne. La chartreuse a été fondée au XVIe siècle et construite en style baroque. Elle constitue l'un des monuments parmi les plus importants d'Andalousie. Elle a été supprimée en 1835.

## Historique
L'ordre des Chartreux fut fondé en 1084 dans le massif de la Chartreuse (qui lui donna son nom), près de Grenoble, dans le Dauphiné (France), par saint Bruno et six compagnons (quatre clercs et deux laïcs). C'est  un ordre très austère, observant le jeûne et le silence avec beaucoup de rigueur. Les moines vivent dans des cellules individuelles et consacrent leur temps à la prière, l'étude et le travail manuel. L'ordre eut vingt-quatre monastères en Espagne, dont la grande majorité ont été fermés par les autorités gouvernementales en 1836 par la mise en place du désamortissement prôné par de Mendizábal. Il ne demeure en 2017 que trois chartreuses en activité en Espagne : Miraflores à Burgos, Montealegre à Tiana et Porta Cœli à Serra. La chartreuse d'Aula Dei à Saragosse a fermé en 2012.
La construction de la chartreuse de Grenade commença en 1516 grâce à un don de terres par Gonzalve de Cordoue, le « Gran Capitán ». Elle porte le titre de monastère de l'Assomption de Notre-Dame. De nos jours, l'ensemble n'est plus complet parce que le grand cloître, les cellules et d'autres pièces ont disparu, mais il en subsiste une grande partie.

## Description

### Le monastère

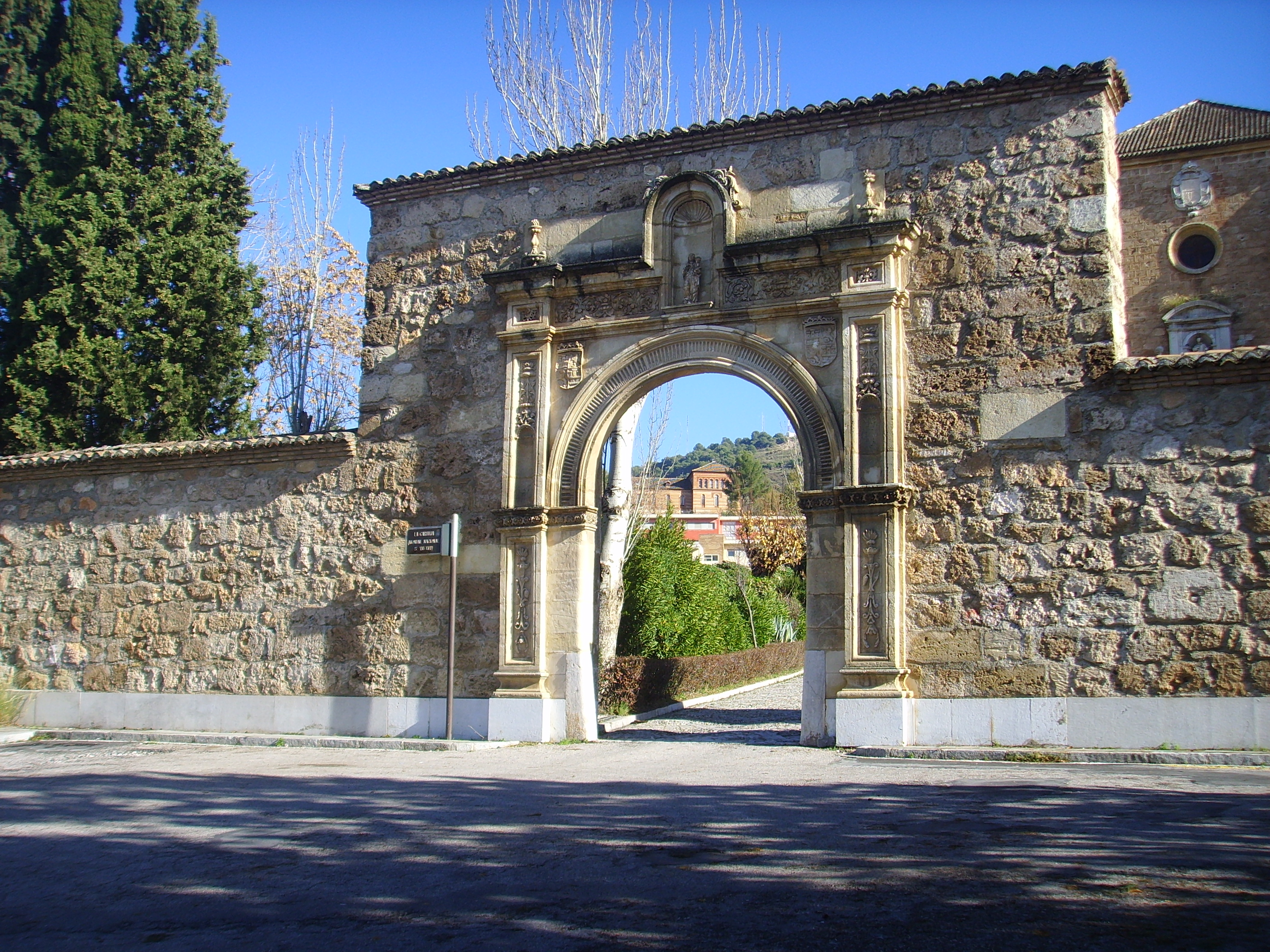
Entrée du monastère.

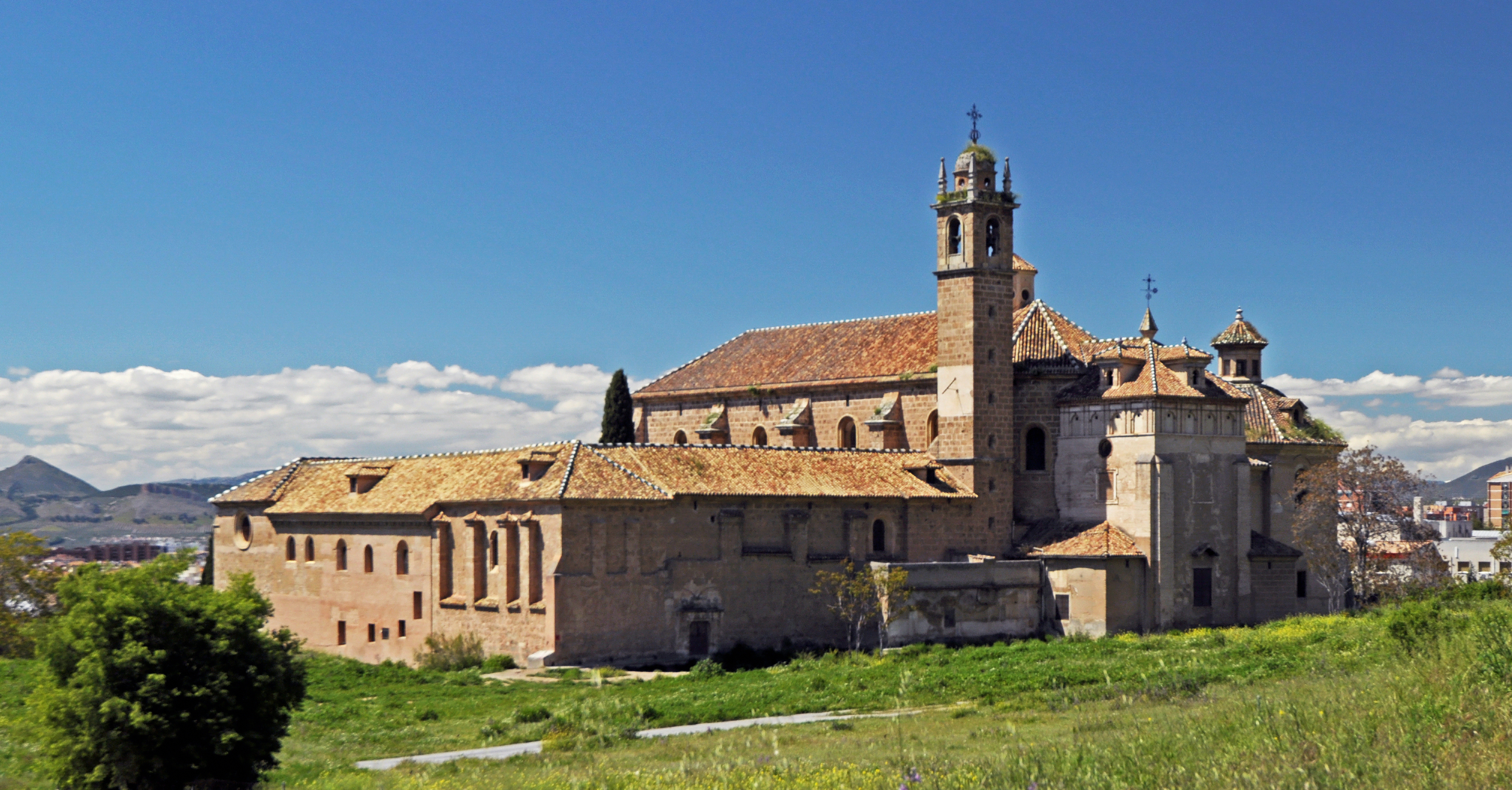
Vue du monastère depuis le sud-est.

On arrive au portique par un portail de style plateresque. Le beau perron qui nous amène à la porte de l'église, œuvre du maçon Cristóbal de Vílchez, est précédé d'un chemin empierré de style grenadin, en pierres noires et blanches, réalisé en 1679. La façade de l'église comporte dans sa partie haute un blason d'Espagne, peut-être parce que ce monastère dépendait de la chartreuse de Notre Dame du Paular, à Rascafría, fondation royale. Le portail marqué par le néoclassicisme, en marbre gris, fut dessiné par Joaquín Hermoso en 1794. L'image de saint Bruno en marbre blanc est due à Pedro Hermoso, frère du précédent.
Un vestibule austère mène à un beau cloître reprenant des éléments d'ordre dorique, communément appelé le « petit cloître » pour le distinguer du grand cloître maintenant disparu. Il marque aujourd'hui le centre du monastère et les portes des pièces donnent toutes sur ses galeries. De l'un de ses angles, on peut observer la tour de l'église.
Le réfectoire est une pièce grande avec voûte sur croisée d'ogives et arcs. On y trouve une chaire pour la lecture durant le repas. Le contrecœur a une croix peinte par le frère convers Juan Sánchez Cotán, qui est également l'auteur de la « Cène » et des tableaux qui ornent les parois, représentant différents épisodes de la fondation de l'ordre et séquences du martyre subi par les chartreux en Angleterre sous le règne d'Henri VIII, ainsi que trois toiles de la Passion du Christ.

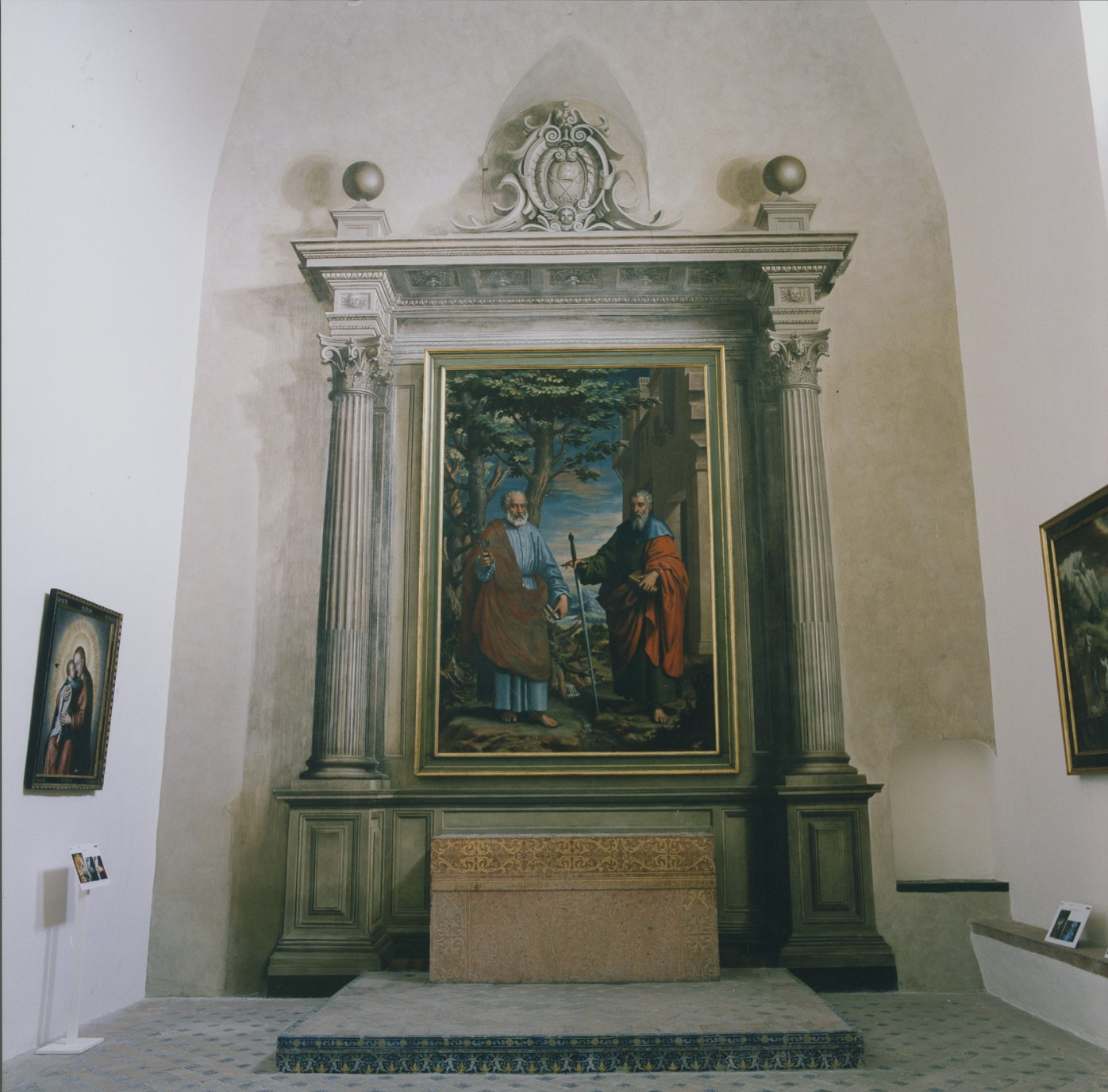
Les apôtres Pierre et Paul par Sánchez Cotán.

À côté du réfectoire des moines, se trouve une petite pièce appelée « lavatorium », comportant une fontaine où les moines se lavaient les mains avant d'entrer au réfectoire tout en récitant le psaume 130, dont les premiers versets sont De profundis clamavi ad Te, Domine (« Des profondeurs, je criais vers Toi, Seigneur »). 
La salle de ce monastère (maintenant sans fontaine) est ornée d'un retable sur les « Apôtres Pierre et Paul » peint au clair-obscur par Sánchez Cotán (parce que cette pièce s'appelle la salle des saints Pierre et Paul), et d'autres tableaux du même auteur sur des séquences de la construction de la première chartreuse, la « sainte Face », « Deux évêques de l'ordre » et la « Vierge à l'Enfant ». Cette pièce gothique fut la chapelle du monastère jusqu'à la construction de l'église ; puis, elle fut employée comme chapitre des frères lais. Les arcs en faisceaux de petites colonnes s'y réduisent à une seule qui s'achève à bonne hauteur du sol. Au-dessus de l'autel, l'on remarque un tableau d'auteur inconnu et de chaque côté, la « Vierge donnant le sein à son bébé » et la « Vierge et le Christ mort ». Les autres sont de Vincenzo Carducci représentant des épisodes rattachés à la vie et à la mort des saints Bruno et Hugues.
La salle capitulaire est la pièce où les moines se réunissaient pour délibérer sur les affaires de la communauté. La porte d'entrée, remarquable pour les ornements et clous en bronze, est l'œuvre du frère convers Juan Martín, comme celles du cloître. La voûte comporte des influences du style gothique. Les tableaux qui aujourd'hui ornent les parois sont de Carducci : l'« Apparition de la Vierge à saint Bruno à son lit de mort », l'« Apparition de la Vierge à frère Joan Fort » et diverses martyres de moines aux mains des Turcs et des Huguenots.
Sur le côté suivant du cloître, se trouvent trois petites chapelles : l'une renferme une sculpture de « Notre Dame du Rosaire » ; l'autre, une table et deux chaises en marqueterie, en plus d'un ancien et petit pavillon destiné à l'exposition du Saint-Sacrement à l'adoration des fidèles ; et la troisième, un « Ecce Homo », œuvre des frères García.

### L'église

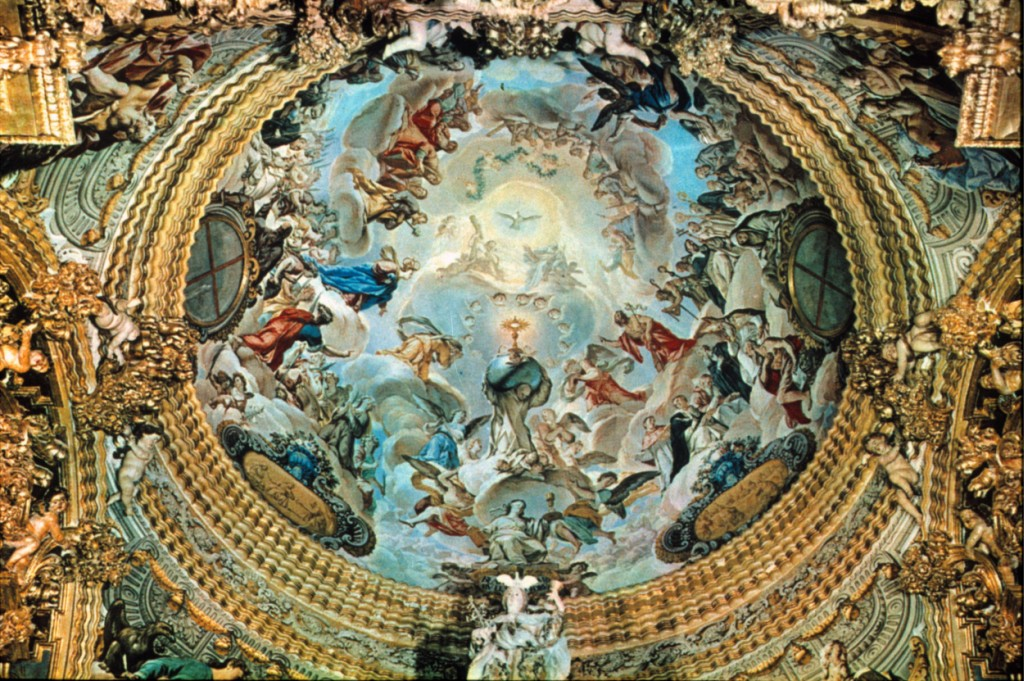
Voûte du tabernacle dans la chartreuse de Grenade. Fresques d'Antonio Palomino.

L'église comporte une seule nef, divisée en trois parties : la première, pour le peuple ; la deuxième, pour les frères convers ; et la troisième, plus étendue, pour les moines prêtres, dits moines de chœur. Entre la partie réservée aux frères convers et celle réservée aux moines de chœur, se trouve l'arrière-chœur avec deux retables de style baroque churrigueresque portant deux tableaux de Sánchez Cotán, remarquables par leur délicatesse et leur mysticisme : le « Repos pendant la fuite en Égypte » et le « Baptême du Christ ». La porte en verre à incrustations de coquilles, d'ivoire, d'argent, d'ébène, et de bois de gaïac. Les parois comportent de nombreux ornements en plâtre. Parmi les niches portant des statues, également en plâtre, se trouvent de grands tableaux portant six toiles représentant des scènes de la vie de la Vierge. Elles sont dues à Pedro Atanasio Bocanegra, auteur également de l'« Immaculée Conception » qui se situe sur la porte d'entrée et de la belle toile de « Notre Dame du Rosaire » qui se situe sur un petit retable à gauche.
Le sanctuaire, où se trouve l'autel, est couronné d'une coupole elliptique. Il se distingue par son ornementation et sa polychromie. Il y a quatre sculptures en plâtre (« Évêque cartusien », « saint Jean-Baptiste », « saint Bruno », « saint Hugues », quatre tableaux de Sánchez Cotán de scènes de la Passion et, au centre, l'« Assomption de Marie », de Bocanegra.
Le maître-autel est orné d'un baldaquin en bois avec miroirs dont à l'intérieur se trouve l'« Assomption de Marie », de José de Mora.

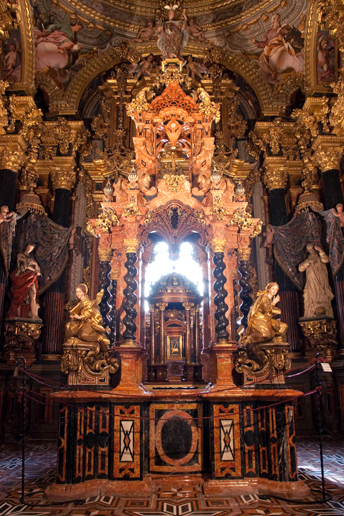
Tabernacle.

Après le maître-autel, séparé de l'église par une porte en verre de Venise, se trouve la chapelle du tabernacle, où peinture, sculpture et architecture se fondent pour créer l'une des plus belles œuvres du Baroque espagnol. L'ensemble fut réalisé par Francisco Hurtado Izquierdo entre 1704 et 1720. L'austérité cartusienne devient ici grandeur en l'honneur du sacrement de l'Eucharistie. À chaque angle, sur de hauts piédestaux, deux colonnes d'ordre corinthien soutiennent des arcs sur lesquels se dresse la coupole. Dans les travées, ornées d'étendards soutenus par des putti, se trouvent des consoles avec des statues de « saint Joseph » (José de Mora), « saint Jean-Baptiste » (Risueño), « saint Bruno » (José de Mora) et « sainte Marie-Madeleine » (Duque Cornejo). Les statues des vertus appuyées sur les oculus — dont deux donnent sur des chapelles situées sur les côtés, ce qui est caractéristique des églises cartusiennes — sont l'œuvre de ce dernier auteur. Les parois, très décorées, encadrent des toiles d'Antonio Palomino représentant des thèmes de l'Ancien Testament. Sur les quatre triangles curvilignes qui forment l'anneau de la coupole avec les arcs sur lesquels celui-là s'appuie, sont représentés les évangélistes et, dans la coupole, peinte à la fresque par Palomino, est représenté saint Bruno comme un Hercule soutenant l'ostensoir sur le monde, la Trinité avec Marie et Jean le Baptiste et, autour, différents cœurs d'anges et des saints. Au centre, se dresse le tabernacle en marbre. Un piédestal soutient quatre statuettes dorées avec des symboles eucharistiques et huit colonnes noires salomoniques sur lesquelles on voit une riche architecture au sommet de laquelle se situe l'image de la foi. À l’intérieur, il y a une structure en forme de temple où se trouve le tabernacle, coffre où on garde l'Eucharistie qui était adorée par les moines à partir des oculus des côtés.

### La sacristie
La sacristie a été dessinée par Hurtado Izquierdo et réalisée par différents maîtres entre 1727 et 1764. Elle paraît, par sa forme et sa structure, comme une petite église. Forme, lumière, couleur et des nombreux ornements baroques s'y fondent pour donner une sensation de grandeur, de mobilité et de légèreté. Le socle est en marbre de Lanjarón. Sont également en marbre, un retable de « saint Bruno » de Ferrer, et l'« Immaculée Conception » d'Alonso Cano. La coupole obscure détonne : elle comporte une fresque de Tomás Ferrer. Dans une niche sur la gauche, à côté du retable, se trouve une image de « saint Bruno », œuvre de José de Mora. La décoration est complétée par des œuvres du frère lai Francisco Morales représentant des scènes de la vie de Jésus (le « Christ de l'Expiration », l'« Immaculée Conception reçue par le Christ de l'Expiration » et l'« Immaculée Conception reçue par le Père Éternel ») et de saintes cartusiennes. Les portes et commodes, couvertes d'acajou, de gaïac, d'ébène, de coquilles, d'ivoire et d'argent, sont l'œuvre du frère lai Manuel Vázquez, qui mit trente-quatre ans à les réaliser toutes.